# 安徽肥西经济开发区
安徽肥西经济开发区是中华人民共和国安徽省合肥市肥西县的一个类似乡级单位。

## 行政区划
下辖以下地区：
大柳塘社区、桃花社区、廿埠社区和肥西经济开发区拓展区社区。